# Santa Cecilia (Burgos)
Santa Cecilia è un comune spagnolo di 98 abitanti situato nella comunità autonoma di Castiglia e León.